# Hollandus xanthopeplus
Hollandus xanthopeplus is een vlinder uit de familie van de dikkopjes (Hesperiidae). De soort is voor het eerst wetenschappelijk beschreven als Pardaleodes xanthopeplus door William Jacob Holland in een publicatie uit 1892.
De soort komt voor in de vochtige bossen van Guinee, Liberia, Ivoorkust, Ghana, Nigeria, Kameroen, Equatoriaal Guinea, Gabon, Congo-Brazzaville, Centraal Afrikaanse Republiek en Congo-Kinshasa.